# Bulbine louwii
Bulbine louwii là một loài thực vật có hoa trong họ Thích diệp thụ. Loài này được L.I.Hall miêu tả khoa học đầu tiên năm 1984.